# Motacilla alba

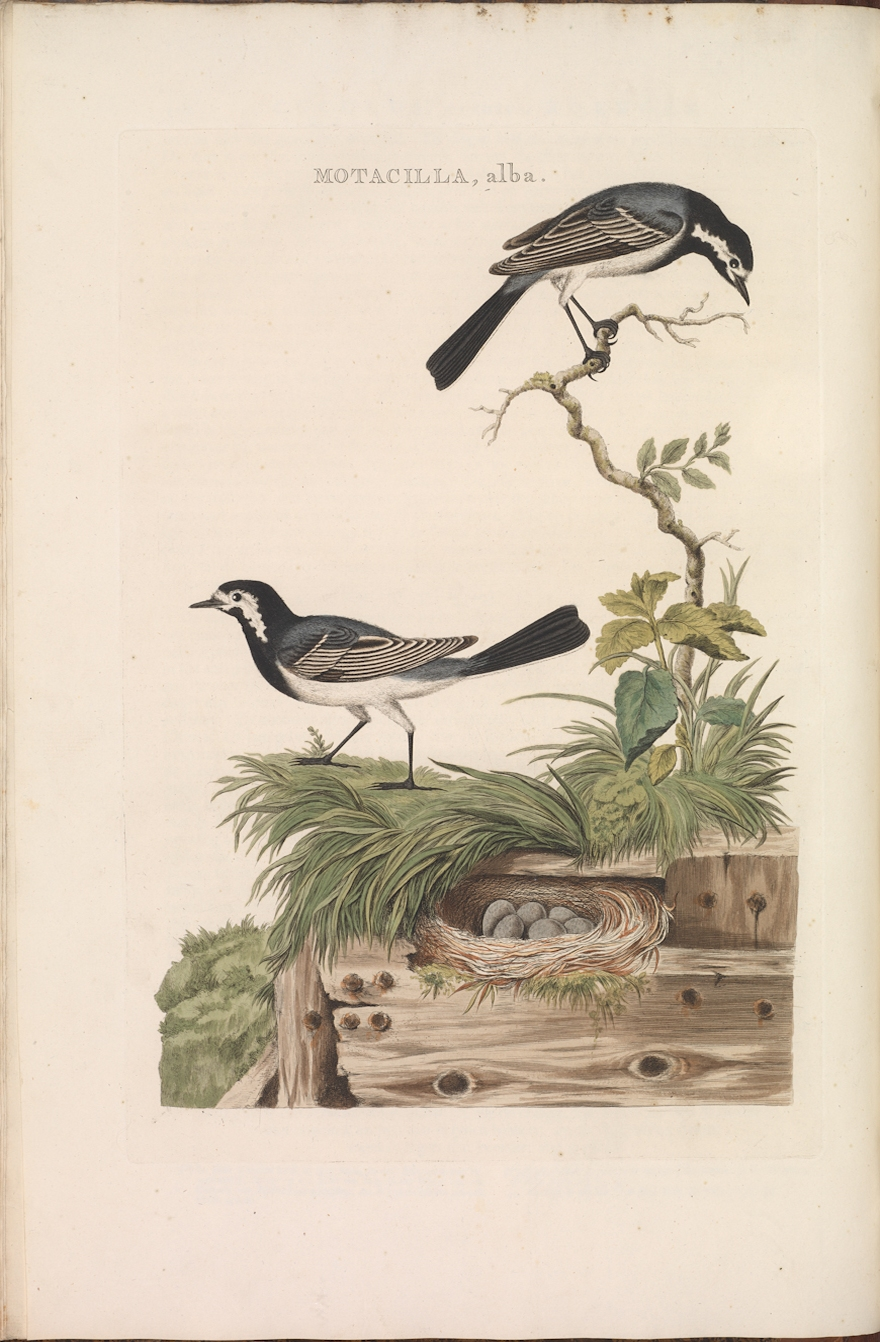
Ballerina bianca in Nederlandsche Vogelen (Uccelli dei Paesi Bassi, Vol. 2 (1789))

La ballerina bianca o batticoda o ballerina bianca e nera (Motacilla alba Linnaeus, 1758) è un uccello passeriforme della famiglia Motacillidae, diffuso in tutta l'Eurasia.

## Descrizione
Grande quanto un passero; forme slanciate con lunga coda e colorito bianco, nero e grigio piuttosto contrastato. Corre rapidamente e agita spesso la coda. Forme slanciate con lunga coda spesso agitata con un movimento ritmico, becco sottile ed appuntito.
Il maschio in abito nuziale è inconfondibile: mascherina bianca su fronte e occhi contrastante con la gola, il petto e la nuca neri; dorso e ali grigi; coda nera bordata di bianco e parti inferiori bianche.
La femmina ha colori meno netti sul capo ed entrambi i sessi hanno una livrea più sfumata in inverno.
Il giovane è bianco e grigio, con una mezzaluna scura sul petto e coda più corta rispetto all'adulto.
Caratteristiche:
- lunghezza complessiva: cm 18-19,5
- apertura alare: cm 26-30
- peso dell'adulto: g 16-25
- ala: cm 8-9,3
- tarso: mm 22-24
- coda: cm 8,5-9,7
- becco: mm 12-13
- uovo: mm 20-21x15-17

## Distribuzione e habitat
È presente in tutti i continenti tranne Antartide e Oceania. Molto simile agli altri componenti del genere, predilige gli ambienti prossimi all'acqua anche se è possibile trovarla anche in altri grazie alla sua notevole capacità di adattamento. È abbastanza frequente osservarla anche da vicino, soprattutto nelle zone montane.

## Biologia
Necessita di spazi aperti con vegetazione erbacea rasa alternata a tratti con suolo nudo. Si adatta molto bene ad ambienti antropizzati quali centri abitati, bordi di strade, dintorni di cascine o alpeggi e spesso costruisce il nido su fabbricati.
È particolarmente frequente lungo i corsi d'acqua bordati da greti ghiaiosi.

### Alimentazione
Cattura piccoli insetti al suolo su tappeti erbosi, strade, scarpate, greti e tetti; può svolazzare alla ricerca di prede anche su specchi d'acqua e occasionalmente su bestiame al pascolo.

### Riproduzione

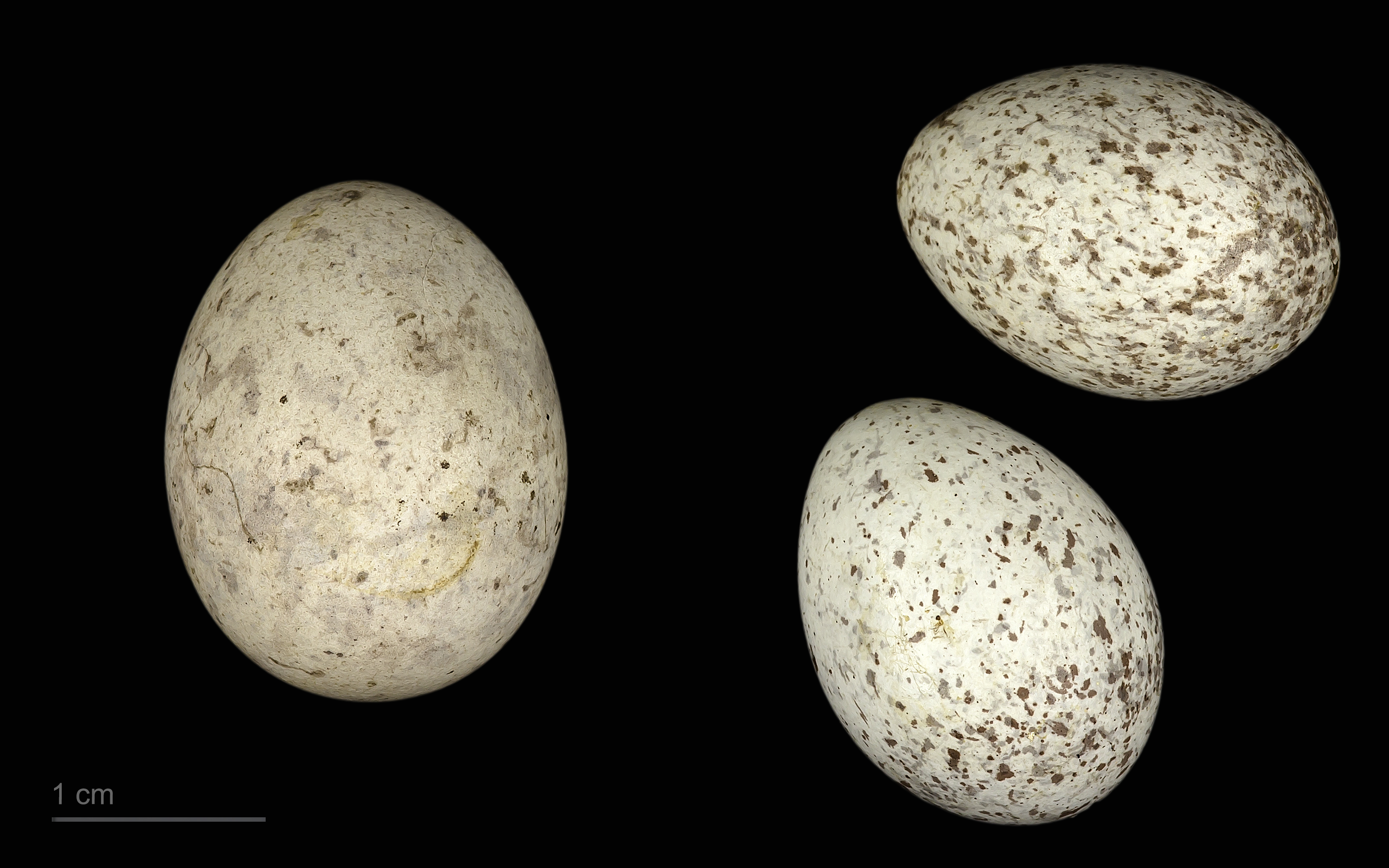
Uovo di Cuculus canorus canorus in un nido di Motacilla alba Museo di Tolosa

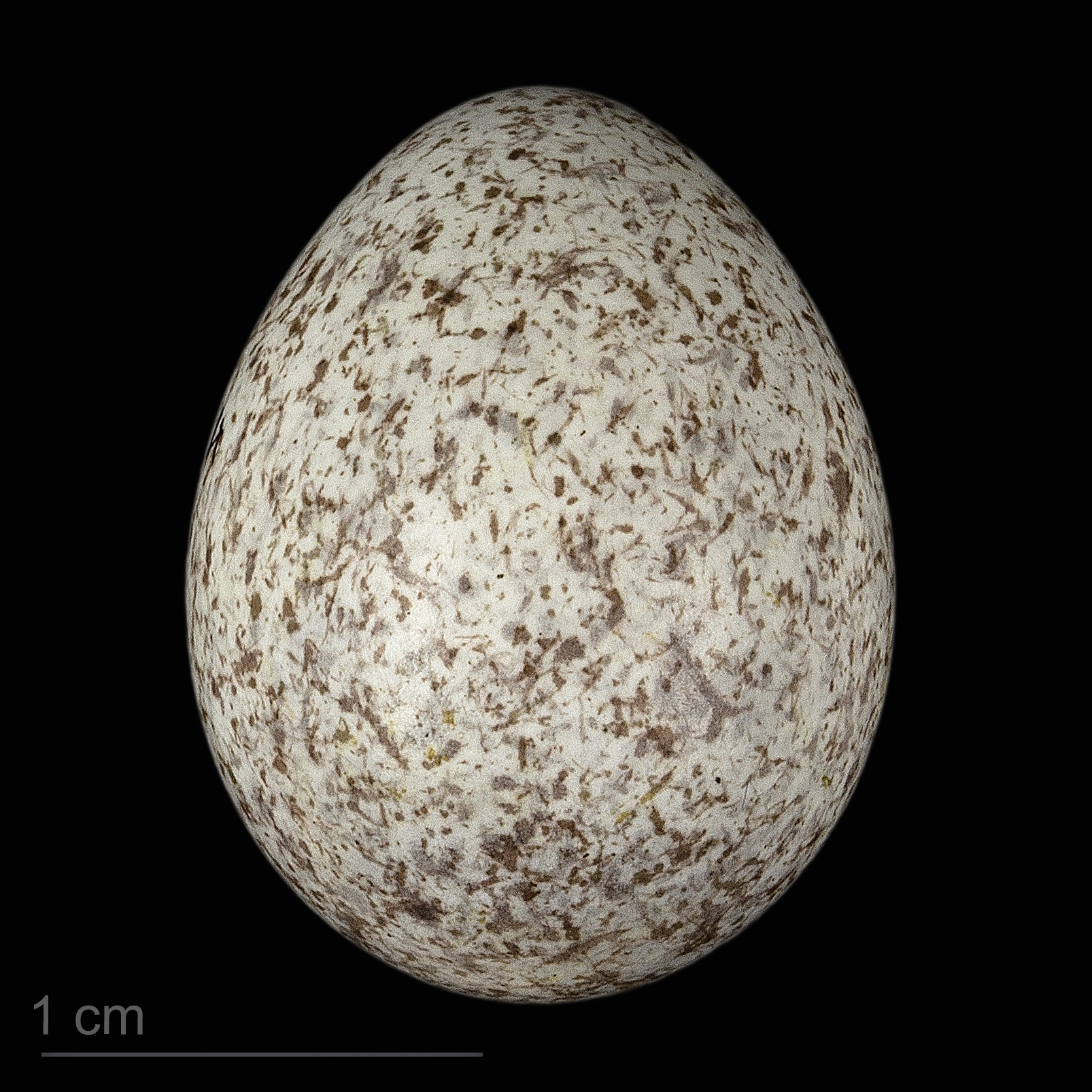
Uova di Motacilla alba alba - Museo di Tolosa

Costruisce un voluminoso nido a coppa nascosto in anfratti naturali (su ripe e scarpate) o artificiali (su costruzioni); nidifica in primavera.
- Numero di uova: 3-7
- peso di un uovo: g 2-2,4
- incubazione: 12-14 giorni
- involo dei piccoli: dopo circa 15 giorni

### Spostamenti
A seconda delle disponibilità di cibo può avere comportamenti sia stanziali che migratori.

## Sistematica
Comprende le seguenti sottospecie:

Sottospecie di ballerina bianca e nera

- M. a. yarrellii  Gould, 1837 "ballerina nera" (sottospecie endemica della Gran Bretagna e delle isole vicine)
- M. a. alba Linnaeus, 1758
- M. a. subpersonata Meade-Waldo, 1901
- M. a. personata Gould, 1861
- M. a. baicalensis Swinhoe, 1871
- M. a. ocularis Swinhoe, 1860
- M. a. lugens Gloger, 1829
- M. a. leucopsis (Gould, 1838)
- M. a. alboides Hodgson, 1836

### Specie simili
Può essere confusa con la ballerina gialla (Motacilla cinerea), stanziale e nidificante in Italia, e con la cutrettola (Motacilla flava), entrambe con ventre e sottocoda gialli. La ballerina gialla ha inoltre coda più lunga.